# Симоновский сельсовет (Амурская область)
Си́моновский сельсове́т — сельское поселение в Шимановском районе Амурской области.
Административный центр — село Симоново.

## История
20 июня 2005 года в соответствии с Законом Амурской области № 12-ОЗ муниципальное образование наделено статусом сельского поселения. 

## Население
| 2002 | 2010 | 2011 | 2012 | 2013 | 2014 | 2015 |
| ---- | ---- | ---- | ---- | ---- | ---- | ---- |
| 281  | ↘180 | ↘178 | ↘166 | ↘162 | ↘149 | ↘140 |
| 2016 | 2017 | 2018 | 2021 |      |      |      |
| ↘139 | ↘137 | ↘110 | ↗134 |      |      |      |

## Состав сельского поселения
| № | Населённый пункт | Тип населённого пункта       | Население |
| - | ---------------- | ---------------------------- | --------- |
| 1 | Симоново         | село, административный центр | ↗134      |